# الوین چیا
الوین چیا (به انگلیسی: Elvin Chia) (زادهٔ ۲۶ آوریل ۱۹۷۷) شناگر اهل مالزی است.